# Tobias Gmainer
Tobias Gmainer (* um 1600 in Passau; † 1657 in Schwarzach, Niederbayern) war ein Benediktiner und von 1648 bis 1651 Abt der Abtei Niederaltaich.
Tobias Gmainer trat nach dem Gymnasialabschluss 1619 am Jesuitengymnasium München  (heute: Wilhelmsgymnasium München) in den Jesuitenorden, verließ diesen 1635 und wurde in Niederaltaich Benediktiner.
Tobias Gmainer, der nach dem Rücktritt von Johann Grienwald in der schwierigen Phase am Ende des Dreißigjährigen Kriegs zu seinem Nachfolger gewählt wurde, war „ein Verwandter des großen Abtes Paulus Gmainer. Er war zuvor zwei Jahre Prior von Niederaltaich und zehn Jahre Beichtvater bei den Klosterfrauen in Niedernburg. Als Abt hatte er ein schweres Amt anzutreten. Das Getreide für das tägliche Brot musste wöchentlich gekauft werden. Die Untertanen in Rinchnach verweigerten Zins und Zehent. Bei einem Ungewitter brannten der Reitstutenstall und die Dreschstädel ab. Bei diesen Nöten und Schicksalsschlägen war es nicht verwunderlich, dass der Abt bald daran dachte, sein Amt wieder niederzulegen, zumal er seit seiner Wahl kränkelte. So trat er 1651 zurück, ohne überhaupt die Abtsweihe empfangen zu haben. Er ging als Pfarrer nach Schwarzach, wo er bis zu seinem  Tode 1657 so segensreich wirkte, daß die Ratsherren von Hengersberg den Toten eigenhändig zur Bestattung im Chor der Klosterkirche trugen.“
Ein Hauptaspekt der Wirtschaftsführung von Tobias Gmainer galt dem Wiederaufbau der Abtei nach den vorausgegangenen Zerstörungen. So konnten in seiner Zeit trotz der hohen steuerlichen Belastung durch die Landstände zwei zweigeschossige Klostertrakte, eine Mühle und ein Klosterstadel neuerrichtet werden.